# Paesia scalaris
Paesia scalaris là một loài dương xỉ trong họ Dennstaedtiaceae. Loài này được Mett. Kuhn mô tả khoa học đầu tiên năm 1882.